# Blâme
Pour les articles homonymes, voir Blame.
Le blâme est un genre littéraire hérité de l'Antiquité qui revient vers le XVIe siècle avec l'œuvre majeure du blâme de la controverse de Valladolid sur les massacres Indiens aux Amériques. Contrairement à l'éloge, il revient à stigmatiser les défauts d'un individu ou d'une institution. Il peut critiquer et dénoncer des défauts comme la cruauté, la lâcheté, etc. Il s'agit d'un discours public ou donné comme tel, destiné à l'édification commune ; à cette fin, il recourt à l'exploitation des théories du discours épidictique héritées de la rhétorique classique. 
 

## Textes qui se rapportent au genre du blâme
- Érasme, Éloge de la folie, chap. XLIX, 1509 (satire violente des maîtres d'écoles (grammairiens))
- Victor Hugo, Les Châtiments, 1853 (satire féroce du régime de Napoléon III)
- Honoré de Balzac, La fille aux yeux d'or, incipit, chap. I, 1835 (satire violente de Paris)